# Algimantas Salamakinas
Algimantas Salamakinas (* 4. September 1952 in Baroninė, Rajongemeinde Kėdainiai) ist ein litauischer sozialdemokratischer Politiker.

## Leben
Von 1959 bis 1967 lernte er an der Schule Mantviliškis und von 1967 bis 1970 absolvierte die berufliche Bildung an der Berufstechnischen Schule Radviliškis. Von 1972 bis 1975 machte er Abitur an der 3. Mittelschule Kėdainiai. Von 1970 bis 1971 arbeitete er im Kolchos als Drechsler. Von 1971 bis 1974 leistete er den Sowjetarmeedienst. Von 1975 bis 1990 arbeitete er bei AB „Progresas“.  Von 1990 bis 1995 war er Deputat im Rat von Kėdainiai. Seit 1992 ist er Mitglied im Seimas.
Ab 1990 war er Mitglied von Lietuvos demokratinė darbo partija, ab 2001 der Lietuvos socialdemokratų partija.